# فرید بلوک باشی
فرید بلوک باشی (زاده خردادماه ١٣۶٢ در بندرانزلی) مهاجم سابق تیم ملی فوتبال ساحلی ایران است. او به مدت ۶ سال عضو تیم ملی فوتبال ساحلی ایران بوده است. 
او سابقه قهرمانی با تیم فوتبال ساحلی ایران در مسابقات جام بین قاره ای سال ٢٠١٣ در کشور امارات را دارد.
بلوک باشی در ۶ سال عضویتش در تیم ملی فوتبال ساحلی 
٣ دوره در جام جهانی فوتبال ساحلی بازی کرده است و با تیم فوتبال ساحلی ایران مقام سومی جام جهانی فوتبال ساحلی ۲۰۱۷ را کسب کرده است.
فرید بلوک باشی در سه دوره قهرمانی فوتبال ساحلی آسیا
شرکت کرده و در سالهای ٢٠١٣ و ٢٠١۵ به همراه تیم ملی فوتبال ساحلی قهرمان و مقام سومی را کسب کرده است.